# Секунд-майор
Секу́нд-майо́р (лат. Secundus — «второй», лат. Maior — «большой», «старший») — младший штаб-офицерский чин в Армии Петра I и Русской императорской армии в XVIII веке.

## История
Чин был учреждён не позже 11 марта 1710 года. К моменту учреждения Табели о рангах 24 января 1722 года чины премьер-майора и секунд-майора в Русской императорской армии не использовались и в эту Табель не вошли. 14 июля 1731 года было высочайше утверждено мнение Сената, согласно которому эти чины были восстановлены. Чин секунд-майора армии вошёл в 8-й класс Табели, секунд-майора гвардии — в 6-й. С 1797 года данный чин не жаловался.
В русском войске царём Петром I в 1698 году был введён чин майора. По уставу РИА 1716 года обязанности майора были разделены между премьер-майором и секунд-майором. Премьер-майор являлся помощником командира полка — полковника, а секунд-майор помощником заместителя командира полка — подполковника (в другом источнике указано, что являлся ближайшим помощником премьер-майора и командовал 2-м батальоном), но в МЭСБЕ указано, что секунд-майор существовал до установления чина подполковника взамен чина премьер-майора. Секунд-майор заведовал в полку строевой и караульной службами, и являлся четвёртым должностным лицом в полку.
Разделение на премьер- и секунд-майоров было отменено в 1797 году при императоре Павле I. Все премьер- и секунд-майоры стали именоваться майорами.